# Sylvie Riedle
Sylvie Riedlé, née le 22 février 1969 à Gorze (Moselle), est une coureuse cycliste française.

## Palmarès
- 1994
  - 3e étape et 4e étape du Circuit Region Champagne-Ardenne
  - 2e du Grand Prix Cham-Hagendorn
- 1996
  - 4e étape du Tour de Vendée
- 1997
  -  Championne de France sur route
  - 8e étape du Tour d'Italie féminin
- 1999
  - Tour d'Aquitaine
  - 4e étape du Tour d'Aquitaine
- 2001
  - 3e du Trophee Haute-Garonne Axe Sud
  - 3e du Tour de la Drôme
- 2006
  - 3e du Grand Prix de Chambery
- 2016
  - 3e de Les Petites Reines de Sauternes
- 2020
  - 1re de la Montée avec elle[1]